# Saint-Bonnet-près-Riom
Saint-Bonnet-près-Riom is een gemeente in het Franse departement Puy-de-Dôme (regio Auvergne-Rhône-Alpes). De plaats maakt deel uit van het arrondissement Riom. Saint-Bonnet-près-Riom telde op 1 januari 2022 2.078 inwoners.

## Geografie
De oppervlakte van Saint-Bonnet-près-Riom bedroeg op 1 januari 2022 7,03 vierkante kilometer; de bevolkingsdichtheid was toen 295,6 inwoners per km².

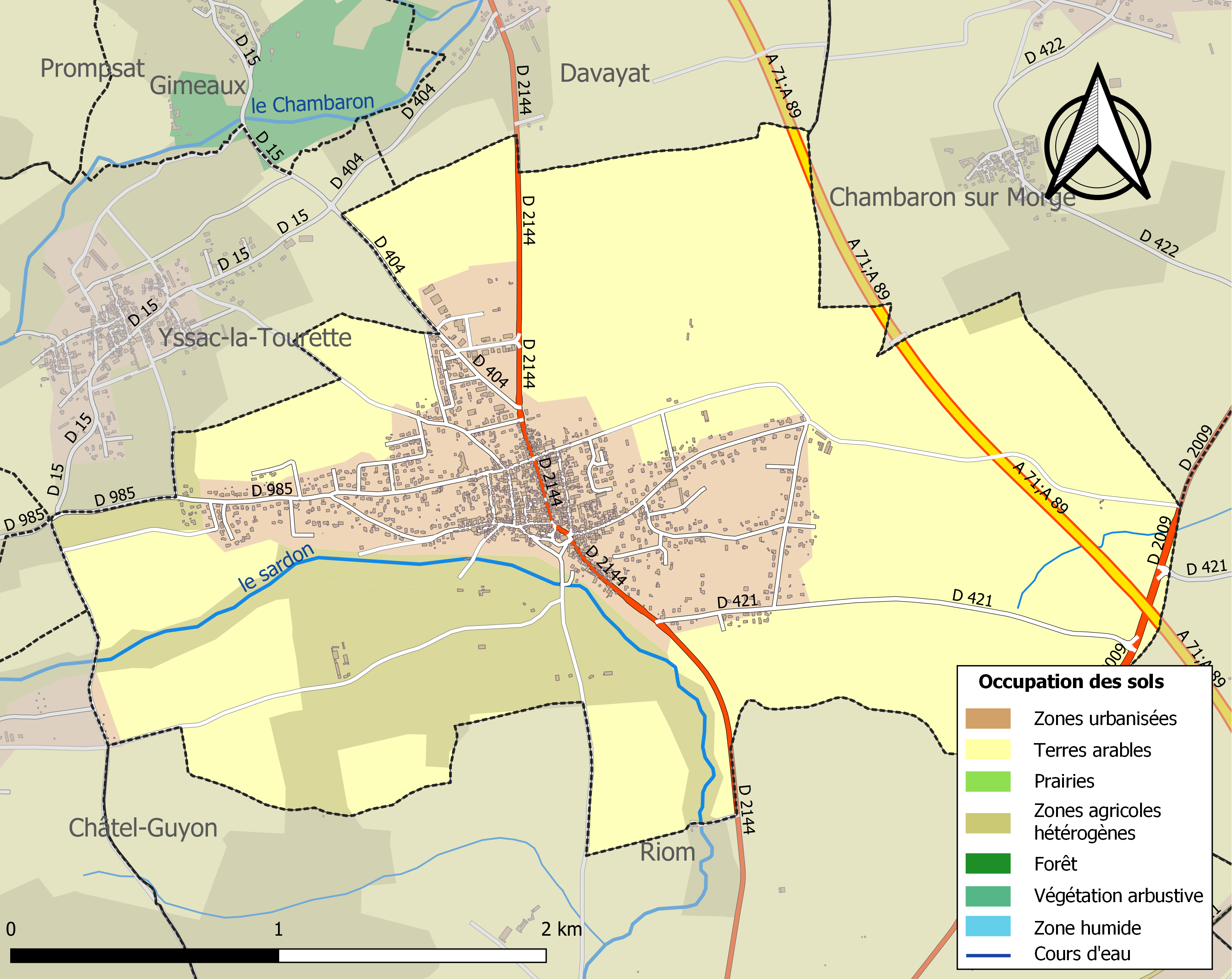
Kaart van de gemeente met belangrijkste infrastructuur, bodemgebruik en omliggende gemeenten

## Demografie
Onderstaande figuur toont het verloop van het inwonertal (bron: INSEE-tellingen).